# Heteropolygonatum pendulum
Heteropolygonatum pendulum är en sparrisväxtart som först beskrevs av Z.G.Liu och X.H.Hu, och fick sitt nu gällande namn av Minoru N. Tamura och Ogisu. Heteropolygonatum pendulum ingår i släktet Heteropolygonatum och familjen sparrisväxter. Inga underarter finns listade i Catalogue of Life.